# Edda Göring
Edda Göring (* 2. Juni 1938 in Berlin; † 21. Dezember 2018 in München) war die Tochter des nationalsozialistischen Politikers und Reichsmarschalls Hermann Göring und seiner zweiten Ehefrau, der Theaterschauspielerin Emmy Göring (geborene Sonnemann).

## Leben
Emmy Göring wurde im Alter von 44 Jahren im Rittberg-Krankenhaus in Berlin-Lichterfelde künstlich befruchtet und brachte Edda im Berliner Westsanatorium zur Welt. Sie wurde am 5. November 1938 durch Reichsbischof Ludwig Müller in Carinhall evangelisch getauft. Zu ihren Taufpaten gehörte Adolf Hitler. Sie wurde möglicherweise nach Benito Mussolinis Tochter Edda oder nach einer Freundin ihrer Mutter benannt. Die ersten Jahre ihrer Kindheit verbrachte sie unter anderem in Carinhall, dem nahe Berlin gelegenen herrschaftlichen Landsitz ihres Vaters.
Am 21. Mai 1945 wurde sie mit ihren Eltern im US-amerikanischen Lager Camp Ashcan in Mondorf in Luxemburg interniert. Während des Nürnberger Prozesses durfte sie ihren Vater im Gefängnis besuchen.

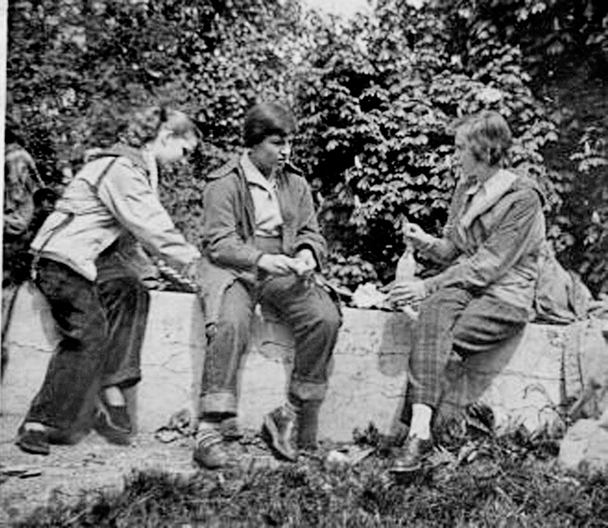
Edda Göring (links) auf einem Klassenausflug um 1954

1948 wurde Göring in die dritte Klasse der Oberrealschule Sulzbach-Rosenberg eingeschult. Die Familie lebte inzwischen in der Nähe von Hersbruck. Ende November des Jahres siedelte sie mit ihrer Mutter und deren Schwester Else Sonnemann nach Etzelwang über.
Ab 1949 prozessierte Emmy Göring jahrelang, um Wertgegenstände aus dem Besitz ihres Mannes zu erhalten. Viele davon erklärte sie zum Erbe der inzwischen zehnjährigen Tochter. Edda Göring wurde am 12. April 1953 in der Kreuzkirche zu München konfirmiert. Sie wohnte zu dieser Zeit in der Adelheidstraße in München.
Göring begann ein Jurastudium an der Universität München, das sie aber offenbar nicht beendete. Später arbeitete sie als medizinisch-technische Assistentin.
Nach dem Krieg war Edda Göring regelmäßig zu Gast im Bayreuther Haus von Hitlers früherer Förderin Winifred Wagner. Deren Enkel Gottfried Wagner erinnerte sich später an die Einladungen seiner Großmutter, die zu jener Zeit politische Freunde empfing wie Edda Göring, Ilse Heß, den damaligen NPD-Vorsitzenden Adolf von Thadden, Gerdy Troost, die Witwe des NS-Architekten und Hitler-Freundes Paul Ludwig Troost, den britischen Faschisten-Führer Oswald Mosley, den verwandten NS-Filmregisseur Karl Ritter sowie den rassistischen Autor und ehemaligen Reichskultursenator Hans Severus Ziegler.
1986 gab sie dem schwedischen Autor und Regisseur Björn Fontander ein Fernsehinterview, in dem sie Hermann Göring als liebevollen Vater beschrieb, sich aber von dessen Politik distanzierte. Auf ihren Wunsch wurde das Interview nicht in Deutschland ausgestrahlt.
Ab 1976 war sie fünf Jahre lang mit dem damaligen Stern-Reporter Gerd Heidemann liiert, dem sie 1981 die Tagebücher ihres Vaters Hermann Göring verkaufen wollte; diese wurden später an einen Sammler aus der Schweiz veräußert. Eine Kopie ist beim Institut für Zeitgeschichte archiviert. Die Beziehung zu Heidemann fand als Nebenhandlung Eingang in Helmut Dietls Film Schtonk! von 1992. In dieser Komödie, die sich um die gefälschten Hitler-Tagebücher dreht, spielt Christiane Hörbiger eine fiktive Nichte Görings, Freya von Hepp, deren Rolle an Göring angelehnt ist. In der britischen Fernsehserie Hitler zu verkaufen, die auf dem Sachbuch von Robert Harris basiert, wurde Göring von Alison Steadman dargestellt.
In der deutschen Serie „Faking Hitler“ aus dem Jahre 2021 wird Edda Göring von Jeanette Hain gespielt.
Göring arbeitete als Angestellte in der Gesundheitsbranche. Dass sie zuletzt in einer Wiesbadener Rehaklinik beschäftigt gewesen sein soll, gilt als widerlegt. Sie blieb unverheiratet und widmete sich neben ihrem Beruf der Betreuung ihrer Mutter. Bei ihr wohnte sie auch bis zu deren Tod am 8. Juni 1973. Göring lebte bis zu ihrem Tod im Münchner Stadtteil Lehel.
Sie starb nach Angaben des Münchner Kreisverwaltungsreferats am 21. Dezember 2018 und wurde in einem Urnengrab im neuen Teil des Münchner Waldfriedhofs beigesetzt.

## Rechtsstreit um Gemälde
Göring hatte anlässlich ihrer Taufe am 4. November 1938 in Carinhall zahlreiche Kunstwerke zum Geschenk erhalten, unter anderem auch ein Bild der „Madonna mit dem Kind“ von Lucas Cranach dem Älteren, das kurz zuvor für das Wallraf-Richartz-Museum erworben und vom Oberbürgermeister der Stadt Köln aus den Sammlungen entnommen worden war. Nach dem Krieg focht die Stadt Köln die Schenkung mit Schreiben vom 8. August und 7. Dezember 1949 an, unter anderem mit der Begründung, die Schenkung sei durch Druck Görings zustande gekommen.
Auch der Freistaat Bayern und die Bundesrepublik Deutschland erhoben Anspruch auf das Gemälde. Generalanwalt Philipp Auerbach, „Staatskommissar für rassisch, religiös und politisch Verfolgte“ in Bayern, war damals mit dem Rückführen der zahllosen Kunstschätze betraut, die dem Ehepaar Göring mehr oder weniger freiwillig zum Geschenk gemacht worden waren.
Die Stadt Köln klagte auf Feststellung, sie sei Eigentümerin des Bildes, verlor in erster Instanz und ging in Revision. Der 5. Zivilsenat des BGH führte in seinem Urteil vom 7. März 1962 unter anderem aus, es sei zwar nicht festgestellt, dass die Schenkung auf Druck Görings zustande gekommen sei, sie habe aber grob gegen das Haushaltsrecht der Gemeinden verstoßen. Der BGH verwies die Sache zurück an das Oberlandesgericht Köln. Das Gericht habe zu prüfen, ob die Stadt Köln überhaupt berechtigt gewesen sei, ein derart kostspieliges Geschenk zu machen (Ausgabe für das Bild: 50.000 Reichsmark). Auch wenn die Schenkung freiwillig gewesen sei, könne sie sittenwidrig sein, nämlich wenn sie gegen das Gebot sparsamer Haushaltsführung verstoßen habe.
Am 23. Januar 1968 verkündete das Oberlandesgericht Köln das abschließende Urteil zugunsten der Stadt Köln und folgte dabei der Argumentation des BGH. Das Bild ist heute Teil der Sammlung des Wallraf-Richartz-Museums (WRM 3207).
Im November 2014 forderte Göring per Petition die Herausgabe von Teilen des zum Teil geraubten und erpressten Vermögens ihres Vaters aus der NS-Zeit. Im April 2015 wurde dies einstimmig vom Rechtsausschuss des Bayerischen Landtages zurückgewiesen.